# Allophylus brevipetiolaris
Allophylus brevipetiolaris är en kinesträdsväxtart som beskrevs av Ludwig Radlkofer. Allophylus brevipetiolaris ingår i släktet Allophylus och familjen kinesträdsväxter. Inga underarter finns listade i Catalogue of Life.